# NY Девы
NY Девы (лат. NY Virginis) — двойная затменная переменная звезда типа Алголя (EA) в созвездии Девы на расстоянии приблизительно 1940 световых лет (около 595 парсек) от Солнца. Визуальная звёздная величина звезды — от +14,22m до +13,3m. Орбитальный период — около 0,1 суток (2,4 часа).
Открыта Дэвидом Килкенни и др. в 1998 году.
Вокруг звезды обращается, как минимум, две планеты.

## Характеристики
Первый компонент — бело-голубой, очень быстро пульсирующий горячий субкарлик, переменная звезда типа V361 Гидры (RPHS) спектрального класса sdBV, или B6. Масса — около 0,459 солнечной, радиус — около 0,151 солнечного. Эффективная температура — около 33000 K.
Второй компонент — красный карлик спектрального класса M6V. Масса — около 0,13 солнечной, радиус — около 0,155 солнечного. Эффективная температура — около 2048 K.

## Планетная система
В 2011 году группой астрономов было объявлено об открытии планет NY Vir b и NY Vir c.